# Morti nel 1992/Agosto
| Questa pagina contiene informazioni ricavate automaticamente dalle voci biografiche con l'ausilio del template Bio e di un bot. L'aggiornamento è periodico e automatico e ricostruisce completamente la pagina. Se manca una persona in questa lista, sei pregato di non aggiungerla, ma accertati piuttosto che la sua voce biografica contenga il template Bio e che i dati anagrafici siano correttamente compilati. Se il template Bio manca, inseriscilo tu stesso o, in alternativa, metti l'avviso {{tmp\|Bio}} che ne segnala la mancanza. Se i dati riportati sono sbagliati, correggi direttamente la voce biografica; le modifiche saranno visibili in questa lista entro pochi giorni. Per chiarimenti vedi il progetto biografie. La lista contiene solo le 105 persone che sono citate nell'enciclopedia e per le quali è stato implementato correttamente il template Bio. Pagina aggiornata al 3 mar 2024. |

- 1º agosto - Margarita Aliger, poetessa russa (n. 1915)
- 1º agosto - Guerrino Cattaneo, calciatore italiano (n. 1908)
- 1º agosto - Michelangelo Perghem Gelmi, ingegnere e pittore italiano (n. 1911)
- 2 agosto - Michel Berger, cantautore e produttore discografico francese (n. 1947)
- 3 agosto - Don Lang, trombonista e cantante britannico (n. 1925)
- 3 agosto - Eddie Riska, cestista e allenatore di pallacanestro statunitense (n. 1919)
- 3 agosto - Wang Hongwen, politico cinese (n. 1935)
- 4 agosto - Cesarina Gualino, ballerina, pittrice e collezionista d'arte italiana (n. 1890)
- 4 agosto - Seichō Matsumoto, giornalista e scrittore giapponese (n. 1909)
- 4 agosto - František Tomášek, cardinale e arcivescovo cattolico ceco (n. 1899)
- 5 agosto - Jeff Porcaro, batterista statunitense (n. 1954)
- 6 agosto - Ettore Benassi, politico e sindacalista italiano (n. 1925)
- 6 agosto - Antonio Borme, insegnante italiano (n. 1921)
- 6 agosto - Kay Sabban, attore tedesco (n. 1952)
- 6 agosto - Massimo Salvadori Paleotti, storico e antifascista italiano (n. 1908)
- 7 agosto - John Anderson, attore statunitense (n. 1922)
- 7 agosto - Leszek Błażyński, pugile polacco (n. 1949)
- 7 agosto - Fereydoun Farrokhzad, poeta, attore e showman iraniano (n. 1938)
- 7 agosto - Eberhard Fechner, attore, regista e sceneggiatore tedesco (n. 1926)
- 7 agosto - Sándor Szabó, schermidore ungherese (n. 1941)
- 8 agosto - Ivan Anikeev, cosmonauta sovietico (n. 1933)
- 8 agosto - Lou Krugman, attore statunitense (n. 1914)
- 8 agosto - Egisto Macchi, compositore e percussionista italiano (n. 1928)
- 8 agosto - Bertalan Papp, schermidore ungherese (n. 1913)
- 8 agosto - Nguyễn Thị Định, generale e politica vietnamita (n. 1920)
- 10 agosto - Virgilio Carmignani, pittore italiano (n. 1909)
- 10 agosto - Aribert Heim, medico austriaco (n. 1914)
- 10 agosto - Paride Romagnoli, lottatore italiano (n. 1909)
- 11 agosto - Oreste Marini, pittore e critico d'arte italiano (n. 1909)
- 11 agosto - Mario Nigro, pittore italiano (n. 1917)
- 11 agosto - Giovanni Torrisi, ammiraglio italiano (n. 1917)
- 12 agosto - Giuseppe Balbo, politico italiano (n. 1899)
- 12 agosto - Paolo Caccia Dominioni, militare, partigiano e ingegnere italiano (n. 1896)
- 12 agosto - Heinrich Ewers, teologo e giurista tedesco (n. 1906)
- 12 agosto - Egidio Micheloni, calciatore italiano (n. 1913)
- 13 agosto - John Cage, compositore e teorico musicale statunitense (n. 1912)
- 13 agosto - Eduardo Calvo, attore e doppiatore spagnolo (n. 1918)
- 13 agosto - Germano Serafin, chitarrista e violinista italiano (n. 1956)
- 14 agosto - Otello Boccaccini, cantante italiano (n. 1910)
- 14 agosto - Sándor Csányi, cestista ungherese (n. 1916)
- 14 agosto - Russinho, calciatore brasiliano (n. 1902)
- 14 agosto - Tony Williams, cantante statunitense (n. 1928)
- 15 agosto - Giorgio Dal Monte, calciatore italiano (n. 1931)
- 15 agosto - Linda Laubenstein, medico e oncologo statunitense (n. 1947)
- 15 agosto - Giorgio Perlasca,  italiano (n. 1910)
- 16 agosto - Malcolm Atterbury, attore statunitense (n. 1907)
- 16 agosto - Jean Fidon, calciatore francese (n. 1906)
- 17 agosto - Mary Fitzalan-Howard, nobildonna inglese (n. 1905)
- 17 agosto - Paolo Gozlino, ballerino, coreografo e attore italiano (n. 1929)
- 17 agosto - John Maclay, politico scozzese (n. 1905)
- 17 agosto - Barbara Morgan, fotografa statunitense (n. 1900)
- 17 agosto - Al Parker, attore pornografico statunitense (n. 1952)
- 18 agosto - Christopher McCandless, viaggiatore statunitense (n. 1968)
- 18 agosto - Gabriella Rossi, operaia e politica italiana (n. 1921)
- 18 agosto - John Sturges, regista, montatore e produttore cinematografico statunitense (n. 1910)
- 18 agosto - Gaetano Zappalà, medico e chirurgo italiano (n. 1905)
- 19 agosto - Jean-Albert Grégoire, imprenditore francese (n. 1899)
- 19 agosto - Drahomír Koudelka, pallavolista cecoslovacco (n. 1946)
- 19 agosto - Norvel Lee, pugile statunitense (n. 1924)
- 19 agosto - Gianni Polidori, scenografo, costumista e pittore italiano (n. 1923)
- 19 agosto - Karl Storch, martellista tedesco (n. 1913)
- 20 agosto - Francesco Amodio, politico e avvocato italiano (n. 1914)
- 20 agosto - Mario Bardelli, politico italiano (n. 1922)
- 20 agosto - Eliezer Berkovits, rabbino, teologo e educatore rumeno (n. 1908)
- 20 agosto - Walter Grabmann, generale tedesco (n. 1905)
- 21 agosto - Isidro Lángara, calciatore e allenatore di calcio spagnolo (n. 1912)
- 21 agosto - Nino Pasti, generale e politico italiano (n. 1909)
- 21 agosto - Dai Vernon, illusionista canadese (n. 1894)
- 22 agosto - Vesna Bugarski, architetto jugoslavo (n. 1930)
- 22 agosto - Gerald Ketchum, militare statunitense (n. 1908)
- 22 agosto - Ljubomir Kokeza, calciatore e allenatore di calcio jugoslavo (n. 1920)
- 22 agosto - Arnaldo Tagliatti, pugile e attore italiano (n. 1914)
- 23 agosto - Giuseppe Nano, organista e compositore italiano (n. 1913)
- 23 agosto - Charles August Nichols, animatore e regista cinematografico statunitense (n. 1910)
- 24 agosto - Alfredo Fiorini, missionario italiano (n. 1954)
- 24 agosto - Stretch Murphy, cestista statunitense (n. 1907)
- 24 agosto - Lazăr Sfera, calciatore rumeno (n. 1909)
- 24 agosto - Karl Wienert, geofisico tedesco (n. 1913)
- 25 agosto - Aida Buturović, bibliotecaria bosniaca (n. 1960)
- 25 agosto - Louise Kink,  statunitense (n. 1908)
- 25 agosto - Robert Muldoon, politico neozelandese (n. 1921)
- 25 agosto - George R. Nelson, scenografo statunitense (n. 1927)
- 25 agosto - Luciano Nicolini, calciatore italiano (n. 1923)
- 26 agosto - Ray Adams, cestista statunitense (n. 1912)
- 26 agosto - Daniel Gorenstein, matematico statunitense (n. 1923)
- 26 agosto - Bob de Moor, fumettista belga (n. 1925)
- 27 agosto - Luigi Buzzi, imprenditore italiano (n. 1907)
- 27 agosto - Ferdinand Diehl, regista tedesco (n. 1901)
- 27 agosto - Gonzalo Jiménez, pallanuotista spagnolo (n. 1902)
- 27 agosto - Peter Jørgensen, pugile danese (n. 1907)
- 27 agosto - Hélène Perdrière, attrice francese (n. 1912)
- 27 agosto - Bruno Rossi, calciatore italiano (n. 1911)
- 27 agosto - Max Stiepl, pattinatore di velocità su ghiaccio austriaco (n. 1914)
- 28 agosto - Mario Pistoni, ballerino e coreografo italiano (n. 1932)
- 29 agosto - Jo Ann Robinson, attivista statunitense (n. 1912)
- 29 agosto - Félix Guattari, psicanalista, filosofo e semiologo francese (n. 1930)
- 29 agosto - John Janisch, cestista statunitense (n. 1920)
- 29 agosto - Mary Norton, scrittrice inglese (n. 1903)
- 30 agosto - Hideo Gosha, regista giapponese (n. 1929)
- 30 agosto - Ernst Ihbe, pistard tedesco (n. 1913)
- 30 agosto - Olena Ivanivna Kazymyrčak-Polons'ka, astronoma ucraina (n. 1902)
- 30 agosto - Rubén Uriza, cavaliere messicano (n. 1920)
- 31 agosto - Fabrizio Cruciani, storico e critico teatrale italiano (n. 1942)
- 31 agosto - Wolfgang Güllich, arrampicatore e alpinista tedesco (n. 1960)
- 31 agosto - Hans Wimmer, scultore tedesco (n. 1907)